# Jules Huyot
Pour les articles homonymes, voir Huyot.
Jules Jean Marie Joseph Huyot, né le 11 janvier 1841 à Toulouse et mort le 12 mars 1921 à Eaubonne, est un graveur français et maire d'Eaubonne de 1896 à 1904 et de 1905 à 1908.

## Biographie
Jules Huyot est le fils d'Étienne Huyot, graveur, et de Joséphine Blanadet. Il travaille d'abord avec son père et illustre de nombreux ouvrages. Il se marie le 26 septembre 1868 à Eaubonne avec Marie Louise Antoinette Labolle (1849-1892) dont il aura deux enfants : Étienne Marcel Albert Huyot qui sera artiste peintre (signant ses œuvres Albert Huyot) et Joséphine Louise Madeleine Huyot. Veuf, il se remarie à Paris le 4 décembre 1907 avec Marie Petitqueue (1869-1952) dont il aura également deux enfants : Yvonne Juliette Petitqueue et Robert Jules Henri Huyot.

## Œuvres
Jules Huyot a réalisé les gravures sur bois d'œuvres réalisées par divers dessinateurs pour de nombreux ouvrages dont :
- Alexandre Dumas (113 et 129 dessins de Maurice Leloir gravés sur bois par Jules Huyot), La dame de Monsoreau, Paris, Calmann Lévy, 1903, 30 × 21 cm, 2 volumes de 499 et 488 p.
- Alexandre Dumas, illustrations de Maurice Leloir gravées sur bois par Jules Huyot; Les trois mousquetaires, Paris, Calmann Lévy, 1894, 2 volumes de 479 et 469 p.
- André Theuriet (ill. Hector Giacomelli et gravures sur bois de Jules Hoyot), Nos oiseaux, Paris, H. Launette et Cie, 1887, 206 p. (lire en ligne)
- Voltaire (ill. Adrien Moreau et gravures de Jules Hoyot), Candide ou l'optimisme, Paris, G. Boudet, 1893 (lire en ligne)
- James Fenimore Cooper (ill. M. Andriolli et gravures de Jules Hoyot), Les pionniers, Paris, Firmin-Didot et Cie, 1885, 488 p. (lire en ligne)
- James Fenimore Cooper (ill. M. Andriolli et gravures de Jules Hoyot), Le dernier des Mohicans, Paris, Firmin-Didot et Cie, 1884, 498 p. (lire en ligne)
- James Fenimore Cooper (ill. M. Andriolli et gravures de Jules Hoyot), La prairie, Paris, Firmin-Didot et Cie, 1885, 496 p. (lire en ligne)
- Jean de La Fontaine, Les Fables, dessins de Gustave Doré, Hachette, 1868.

La dame de Monsoreau
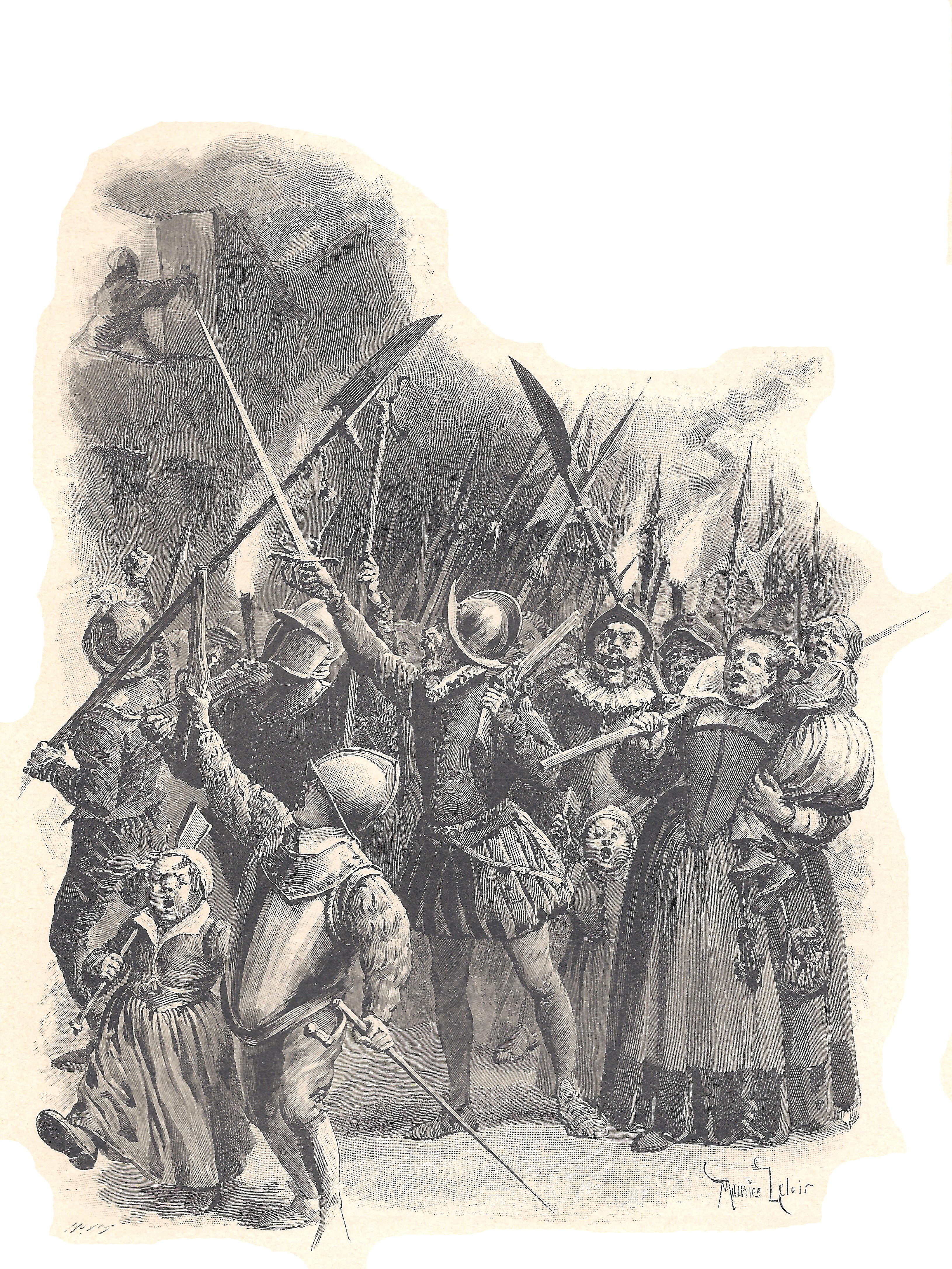
Scène d'émeute contre les réformés
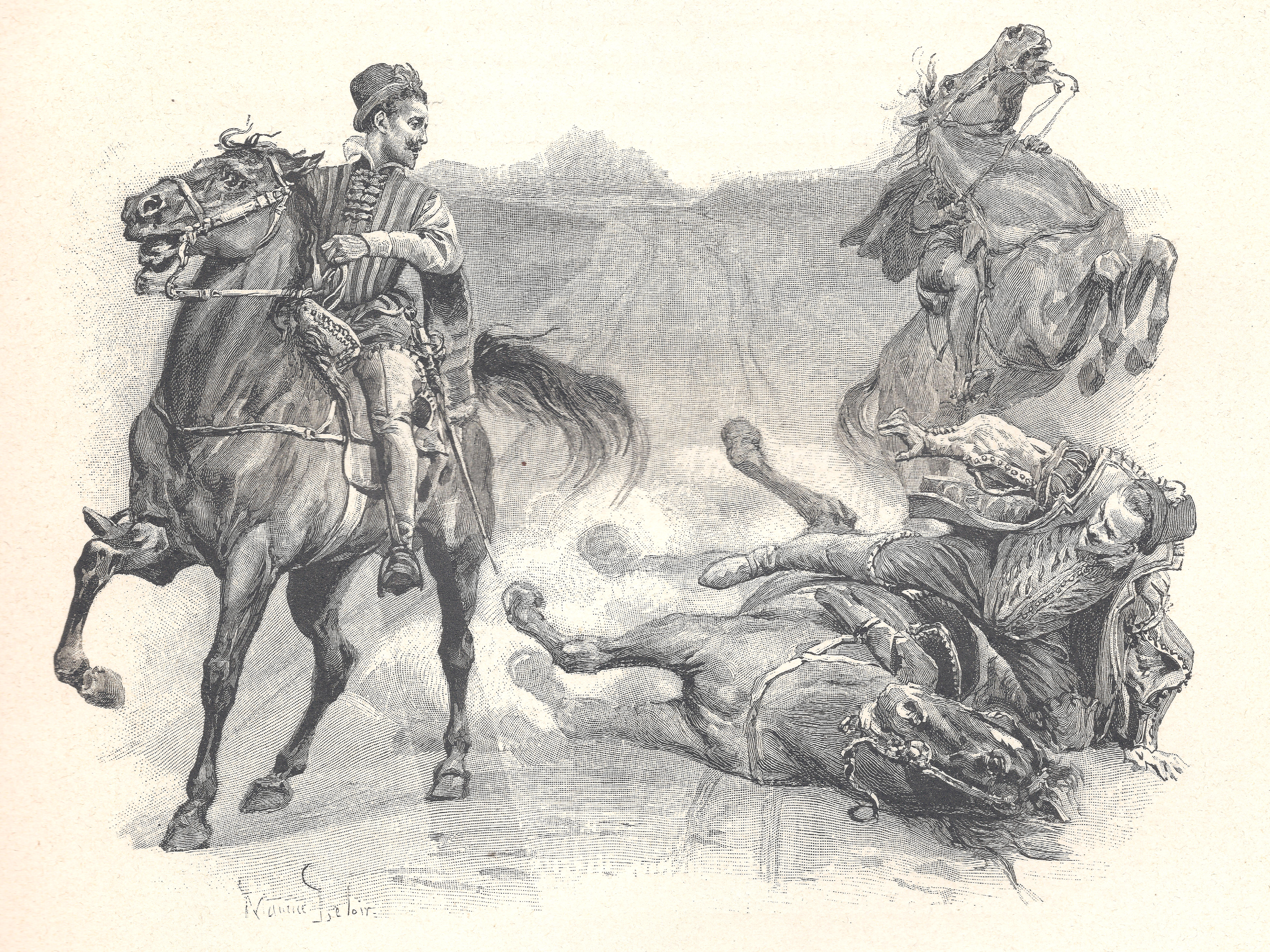
Chute de cavalier.
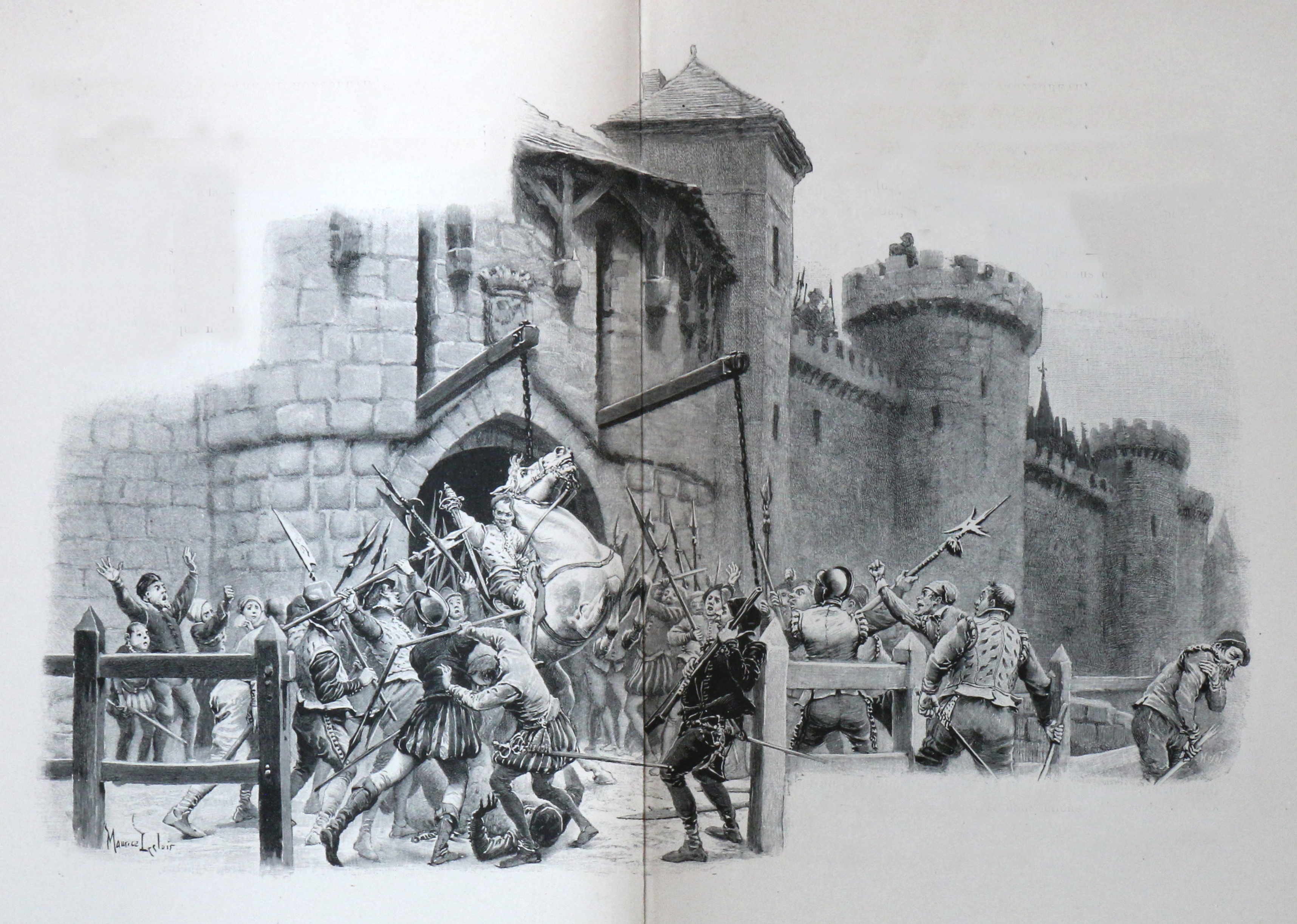
Combat à l'entrée d'un château
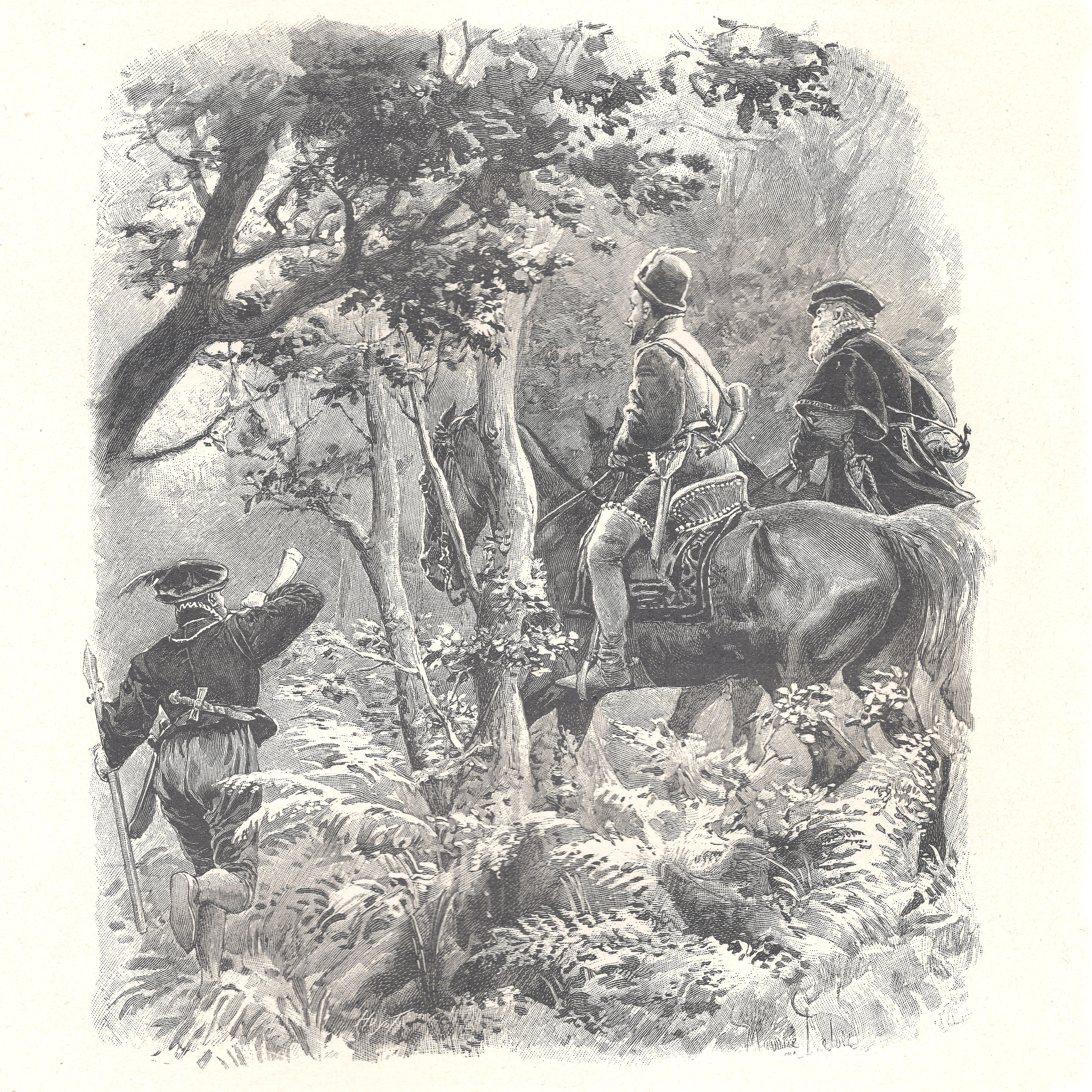
Scène de chasse.
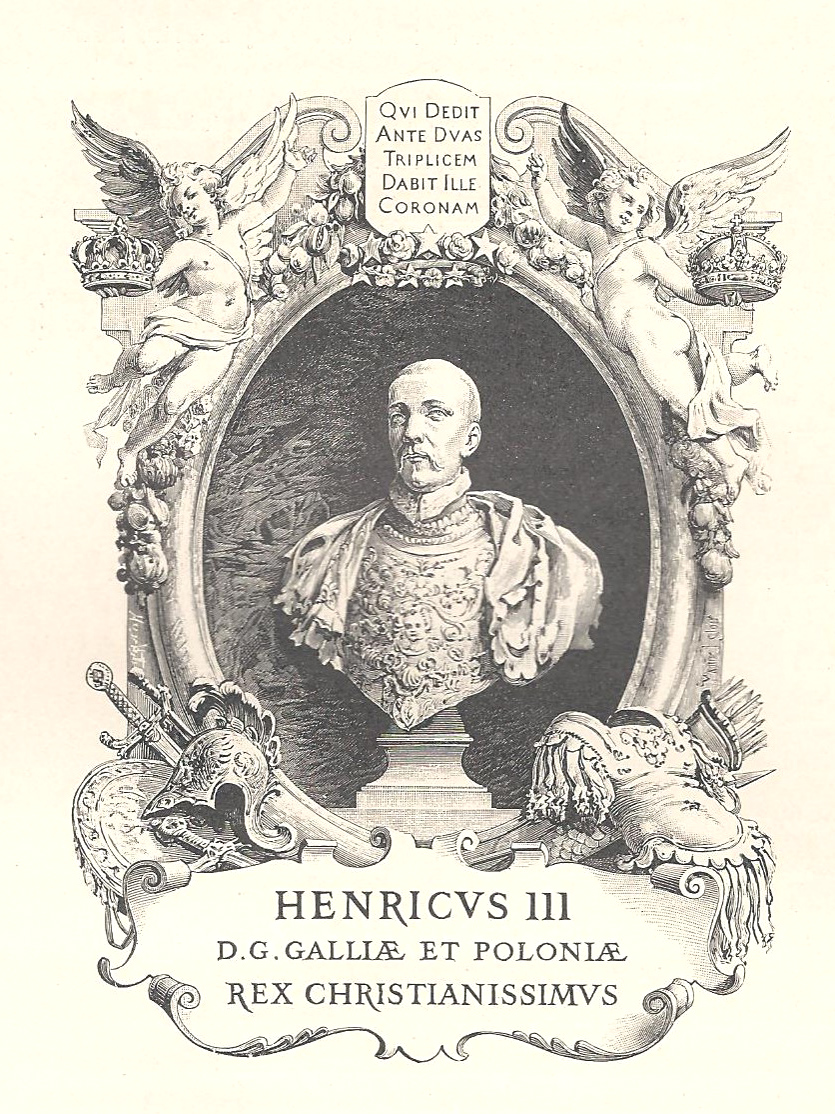
Henri III

Le dernier des Mohicans
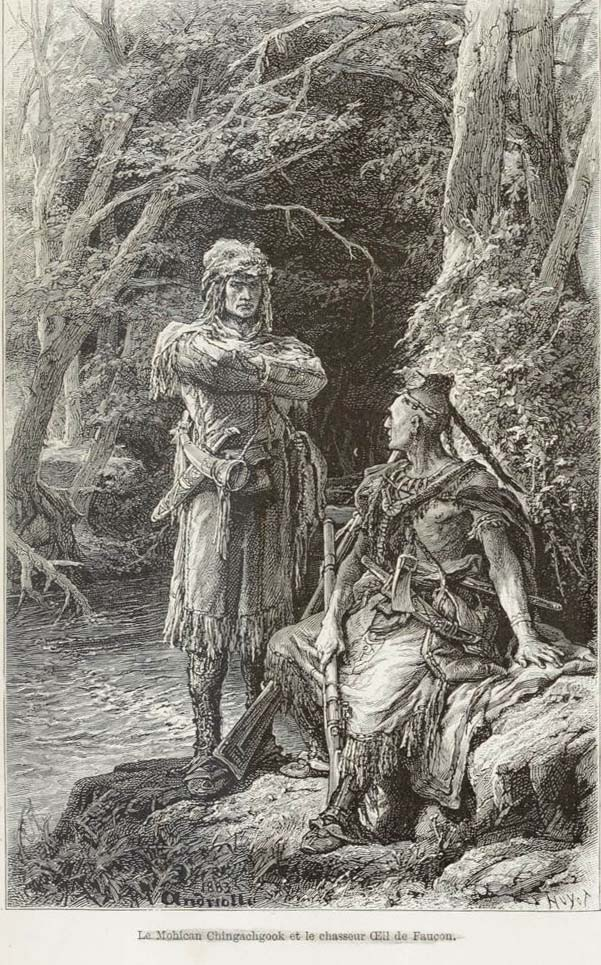
Chingachgook et Œil de Faucon
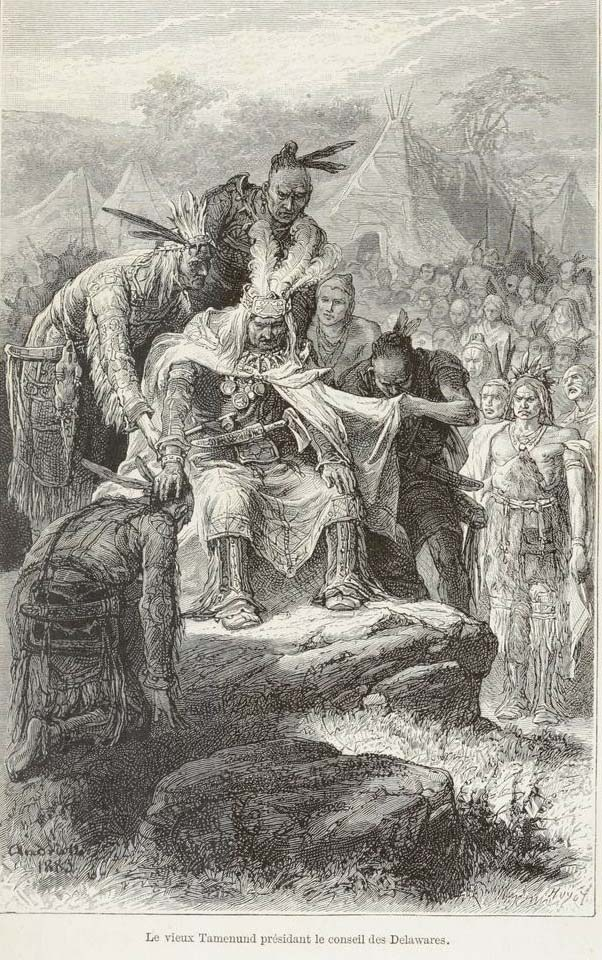
Le vieux Tamenund présidant le conseil des Delawares
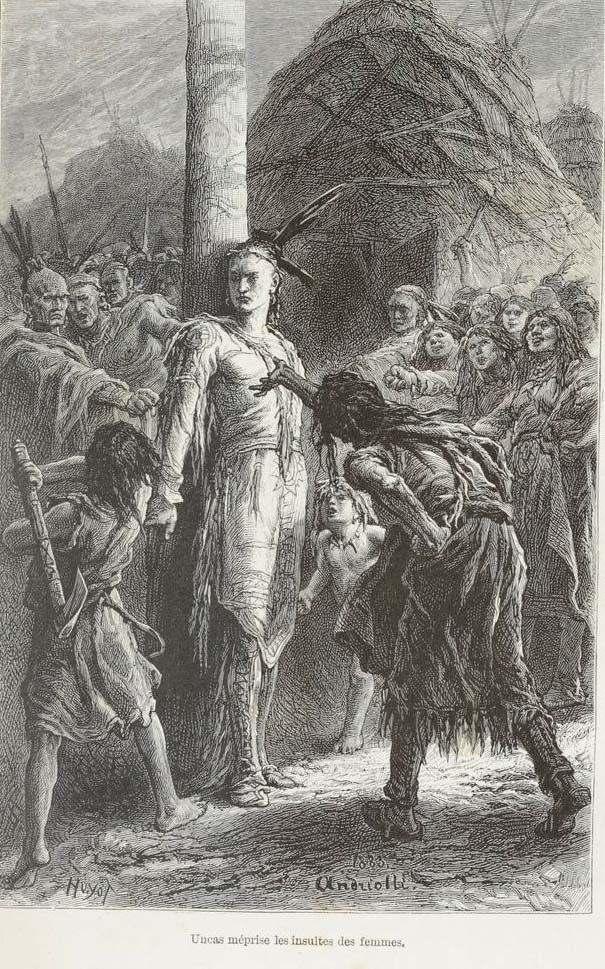
Uncas, attaché au poteau, méprise les insultes des femmes
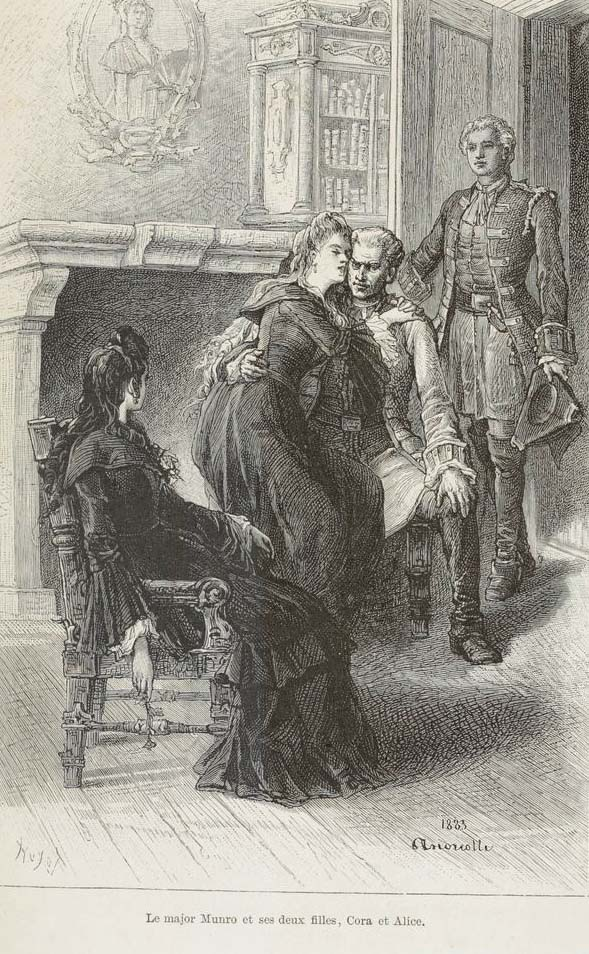
Le colonel Munro et ses deux filles Cora et Alice
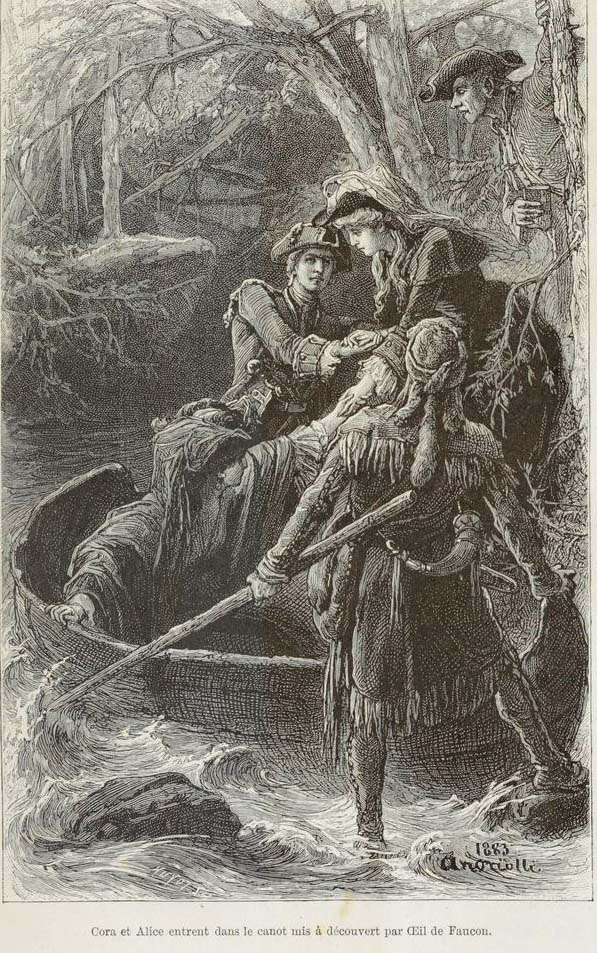
Cora et Alice entrèrent dans le bateau mis à découvert par Œil de Faucon

## Décoration
- Chevalier de la Légion d'honneur, le 14 octobre 1900[2].